# Punctelia subalbicans
Punctelia subalbicans är en lavart som först beskrevs av Stirt., och fick sitt nu gällande namn av D. J. Galloway & Elix. Punctelia subalbicans ingår i släktet Punctelia och familjen Parmeliaceae.   Inga underarter finns listade i Catalogue of Life.